# Arnold Rieder
Arnold Rieder (* 28. April 1976 in Bruneck, Südtirol) ist ein ehemaliger italienischer Skirennläufer. Er startete vorwiegend im Riesenslalom.

## Karriere
Der Südtiroler Rieder aus Meransen (Gemeinde Mühlbach) war 4. im Riesenslalom bei den Junioren-Weltmeisterschaften 1995. Durch starke Leistungen im Europacup – 1996/97 belegte er Rang drei in der Riesenslalom-Wertung, in der Saison darauf wurde er Vierter – gelangte er in die italienische A-Mannschaft und zu fixen Einsätzen im Weltcup. Rieder hatte bereits im Februar 1996 sein Weltcup-Debüt gegeben und knapp ein Jahr später als 25. in Adelboden erstmals gepunktet.
Im Februar 1998 schaffte Rieder mit Rang 6 im Riesenslalom von Yongpyong in Südkorea erstmals ein Spitzenresultat, in den beiden folgenden Saisonen konnte er sich jedoch nur ein einziges Mal für einen zweiten Durchgang qualifizieren. Aufwärts ging es wieder ab 2002, die Saison 2002/03 beendete Rieder als 15. der Riesenslalom-Wertung. Zudem war der Südtiroler Mitglied der italienischen Mannschaft bei den Weltmeisterschaften in St. Moritz, wo er im Riesenslalom den 15. Platz erreichte. Die Saison 2003/04 wurde zur besten in Rieders Karriere. Gleich zu Beginn wurde er Vierter in Sölden und erreichte damit sein bestes Karriere-Resultat. In der Endabrechnung landete er auf Rang 11. 2002/03 sowie 2003/04 schaffte Rieder sogar vereinzelt Punkte im Super-G.
Arnold Rieder hatte während seiner Laufbahn diverse Verletzungen zu überstehen, welche schlussendlich auch zum Ende seiner Ski-Karriere führten. Im Herbst 2006 zog er sich im Training einen Riss der Achillessehne zu, wodurch er die gesamte Saison pausieren musste. 2007 stürzte er im ersten Rennen der neuen Weltcup-Saison 2007/08 und erlitt einen Kreuzbandriss. Infolgedessen entschloss sich Rieder zum Rücktritt vom professionellen Skisport.

## Erfolge

### Weltmeisterschaften
- St. Moritz 2003: 15. Riesenslalom

### Juniorenweltmeisterschaften
- Voss 1995: 4. Riesenslalom

### Weltcup
- Saison 2003/04: 11. Riesenslalom-Weltcup
- 7 Platzierungen unter den besten Zehn

### Europacup
- Saison 1996/97: 3. Riesenslalomwertung